# Atletismo nos Jogos Olímpicos de Verão da Juventude de 2010 - 1000 m feminino
As provas dos 1000m feminino do atletismo nos Jogos Olímpicos de Verão da Juventude de 2010 foram realizadas nos dias 19 (qualificatória) e 23 de agosto (finais), no Estádio Bishan, em Singapura. 33 atletas estavam inscritas neste evento.

## Medalhistas
| Ouro   | ETH Tizita Ashame      |
| Prata  | SUI Andrina Schlaepfer |
| Bronze | KEN Damaris Muthee     |

## Eliminatórias

### Eliminatória 1
| Pos. | Nome               | País                          | Tempo   | Notas         | Final |
| ---- | ------------------ | ----------------------------- | ------- | ------------- | ----- |
| 1    | Anastasiya Tkachuk | UKR Ucrânia                   | 2:43.55 |               | A     |
| 2    | Georgia Peel       | GBR Grã-Bretanha              | 2:45.78 |               | A     |
| 3    | Andrina Schlaepfer | SUI Suíça                     | 2:46.09 |               | A     |
| 4    | Jenny Blundell     | AUS Austrália                 | 2:46.58 |               | A     |
| 5    | Claudia Francis    | USA Estados Unidos            | 2:51.99 |               | A     |
| 6    | Vanessa Philbert   | AHO Antilhas Neerlandesas     | 2:57.83 |               | A     |
| 7    | Esin Bahar Dölek   | TUR Turquia                   | 2:59.03 |               | A     |
| 8    | Marina Ayene Nvo   | GEQ Guiné Equatorial          | 3:02.64 |               | A     |
| 9    | Rita Luonab        | GHA Gana                      | 3:03.06 |               | A     |
| 10   | Julia Handyene     | NAM Namíbia                   | 3:04.29 |               | A     |
| 11   | Ranjitha Raja      | SIN Singapura                 | 3:07.66 |               | B     |
| 12   | Jevina Straker     | GUY Guiana                    | 3:08.19 |               | B     |
| 13   | Christelle Guela   | CAF República Centro-Africana | 3:12.47 |               | B     |
| 14   | Francine Bukuru    | BDI Burundi                   | 3:14.65 |               | B     |
| 15   | Saredo Abdi        | DJI Djibuti                   | 3:19.46 |               | B     |
| 16   | Entisar Shushan    | LBA Líbia                     | 3:21.24 |               | B     |
|      | Manal El Behraoui  | MAR Marrocos                  |         | Não completou | B     |

### Eliminatória 2
| Pos. | Nome                     | País                     | Tempo   | Notas           | Final |
| ---- | ------------------------ | ------------------------ | ------- | --------------- | ----- |
| 1    | Tizita Ashame            | ETH Etiópia              | 2:46.34 |                 | A     |
| 2    | Hanna Klein              | GER Alemanha             | 2:46.93 |                 | A     |
| 3    | Damaris Muthee           | KEN Quênia               | 2:47.09 |                 | A     |
| 4    | María Mancebo            | DOM República Dominicana | 2:51.62 |                 | A     |
| 5    | Mai Nishiwaki            | JPN Japão                | 2:52.85 |                 | A     |
| 6    | Thato Makhafola          | RSA África do Sul        | 2:52.92 |                 | A     |
| 7    | Pouwedeou Adjodi         | TOG Togo                 | 3:02.63 |                 | A     |
| 8    | Taylor Bean              | BER Bermudas             | 3:08.32 |                 | B     |
| 9    | Swe Li Myint Myint       | MYA Mianmar              | 3:09.92 |                 | B     |
| 10   | Mitsou Minda             | CHA Chade                | 3:11.15 |                 | B     |
| 11   | Kaysanda Alexander       | DMA Dominica             | 3:21.10 |                 | B     |
| 12   | Belqes Sharaf Addin      | YEM Iêmen                | 3:37.40 |                 | B     |
| 13   | Aicha Fall               | MTN Mauritânia           | 3:38.36 |                 | B     |
| 14   | Beatrice Derose          | HAI Haiti                | 4:10.68 |                 | B     |
|      | Winnie George            | BOT Botsuana             |         | Desclassificada | B     |
|      | Dayrina Sotolongo García | CUB Cuba                 |         | Desclassificada | B     |

## Finais

### Final B
| Pos. | Nome                     | País                          | Tempo   | Notas         |
| ---- | ------------------------ | ----------------------------- | ------- | ------------- |
| 1    | Manal El Behraoui        | MAR Marrocos                  | 2:53.87 |               |
| 2    | Winnie George            | BOT Botsuana                  | 2:55.46 |               |
| 3    | Dayrina Sotolongo García | CUB Cuba                      | 2:56.74 |               |
| 4    | Jevina Straker           | GUY Guiana                    | 2:57.41 |               |
| 5    | Ranjitha Raja            | SIN Singapura                 | 3:03.90 |               |
| 6    | Mitsou Minda             | CHA Chade                     | 3:04.35 |               |
| 7    | Swe Li Myint Myint       | MYA Mianmar                   | 3:09.58 |               |
| 8    | Taylor Bean              | BER Bermudas                  | 3:11.46 |               |
| 9    | Francine Bukuru          | BDI Burundi                   | 3:12.59 |               |
| 10   | Entisar Shushan          | LBA Líbia                     | 3:13.21 |               |
| 11   | Kaysanda Alexander       | DMA Dominica                  | 3:14.91 |               |
| 12   | Belqes Sharaf Addin      | YEM Iêmen                     | 3:41.99 |               |
|      | Christelle Guela         | CAF República Centro-Africana |         | Não completou |
|      | Saredo Abdi              | DJI Djibuti                   |         | Não largou    |
|      | Beatrice Derose          | HAI Haiti                     |         | Não largou    |
|      | Aicha Fall               | MTN Mauritânia                |         | Não largou    |

### Final A
| Pos.              | Nome               | País                      | Tempo   | Notas |
| ----------------- | ------------------ | ------------------------- | ------- | ----- |
| Medalha de ouro   | Tizita Ashame      | ETH Etiópia               | 2:43.24 |       |
| Medalha de prata  | Andrina Schlaepfer | SUI Suíça                 | 2:43.84 |       |
| Medalha de bronze | Damaris Muthee     | KEN Quênia                | 2:45.42 |       |
| 4                 | Anastasiya Tkachuk | UKR Ucrânia               | 2:45.96 |       |
| 5                 | Jenny Blundell     | AUS Austrália             | 2:46.82 |       |
| 6                 | Georgia Peel       | GBR Grã-Bretanha          | 2:49.56 |       |
| 7                 | Hanna Klein        | GER Alemanha              | 2:51.40 |       |
| 8                 | Thato Makhafola    | RSA África do Sul         | 2:52.65 |       |
| 9                 | Mai Nishiwaki      | JPN Japão                 | 2:54.39 |       |
| 10                | Vanessa Philbert   | AHO Antilhas Neerlandesas | 2:54.99 |       |
| 11                | María Mancebo      | DOM República Dominicana  | 2:55.16 |       |
| 12                | Claudia Francis    | USA Estados Unidos        | 2:55.73 |       |
| 13                | Esin Bahar Dölek   | TUR Turquia               | 2:57.73 |       |
| 14                | Rita Luonab        | GHA Gana                  | 2:58.26 |       |
| 15                | Pouwedeou Adjodi   | TOG Togo                  | 3:00.52 |       |
| 16                | Julia Handyene     | NAM Namíbia               | 3:00.64 |       |
| 17                | Marina Ayene Nvo   | GEQ Guiné Equatorial      | 3:05.17 |       |